# العلاقات الفلسطينية الكولومبية
العلاقات الفلسطينية الكولومبية هي للعلاقات الثنائية التي تجمع دولة فلسطين وكولومبيا، في 2025، عينت حكومة كولومبيا أول سفير لها لدى فلسطين.

## أنظر أيضًا
- سفارة دولة فلسطين لدى كولومبيا